# Paropsia madagascariensis
Paropsia madagascariensis är en passionsblomsväxtart som först beskrevs av Henri Ernest Baillon, och fick sitt nu gällande namn av Joseph Marie Henry Alfred Perrier de la Bâthie. Paropsia madagascariensis ingår i släktet Paropsia och familjen passionsblomsväxter. Inga underarter finns listade i Catalogue of Life.